# 桃月らみあ
桃月 らみあ（もづき らみあ）は日本の女性声優。主にアダルトゲームに声をあてている。

## 出演
太字はメインキャラクター。

### アダルトゲーム
2001年
- いつかの空（早瀬和佳奈）
- Twins2 -恋愛未満-（坂ノ上憂、坂ノ上郁美、坂ノ上奈美）
- IZUMO（塔馬美由紀、朱雀）

2003年
- ぼくのなつあそび（水沢まゆ）

2004年
- IZUMO 完全版（塔馬美由紀、朱雀）
- IZUMO2（朱雀）

2006年
- IZUMO2 -学園狂想曲-（朱雀）
- プリズム・アーク 〜プリズム・ハート エピソード2〜（リッテ）

2008年
- ティンクル☆くるせいだーす（メリロット）

2010年
- プリズム☆ま〜じカル 〜 PRISM Generations! 〜（サクラ）

2012年
- ティンクル☆くるせいだーす -Passion Star Stream-（メリロット）

### 一般向ゲーム
- IZUMO（2004年、塔馬美由紀、朱雀）※DC版
- IZUMO complete（2005年、塔馬美由紀、朱雀）
- IZUMO2 猛き剣の閃記（2006年、朱雀）
- IZUMO2 -学園狂想曲- ダブルタクト（2008年、朱雀）